# エデン・アザール
エデン・ミハエル・アザール（Eden Michael Hazard、1991年1月7日 - ）は、ベルギー・エノー州ラ・ルヴィエール出身の元サッカー選手。元ベルギー代表。現役時代のポジションはミッドフィールダー、フォワード。
2007年にフランスのリールにてプロデビュー。2011年と2012年には、リーグ・アン年間最優秀選手賞を受賞している。その後チェルシーFCで7シーズンプレーし、PFA年間最優秀選手賞やUEFAヨーロッパリーグ最優秀選手賞などを受賞した。
2008年からベルギー代表にも選ばれており、UEFA EURO 2016からはキャプテンを務めている。2019年には同国代表で100試合出場も果たし、ロメル・ルカクに次いで歴代2位となる33得点を記録している。2022 FIFAワールドカップを持ってベルギー代表を引退した。
2023年10月10日、現役引退を発表。

## クラブ経歴

### 幼少期
1991年1月7日にベルギーのラ・ルヴィエールで、ベルギー2部リーグなどでプレーしたティエリとベルギー女子1部でプレーしたカリーヌのもとに生まれた。四人兄弟の長男で、2歳下の弟のトルガン・アザール、4歳下のキリアン・アザール、13歳下のエタン・アザールも後にサッカー選手となった。元プロサッカー選手の両親のもと（父親はDFで母親のカリーヌは優秀な選手でストライカーであったとされる）、家が練習場から3メートルの距離にあったという環境もあり、幼少期からサッカーを楽しんだ。
4歳でロイヤル・スタッド・ブレーヌというクラブに加入。12歳でAFCテュビズに移籍した後、2005年に14歳でベルギーを離れフランスのリールの下部組織に移る。

### LOSCリール
2007年11月25日のASナンシー戦でリーグ・アンデビューすると、2008年9月20日のAJオセール戦で初得点を記録した。2008-09シーズンはベルギー人として初めてリーグ・アンの最優秀若手選手賞を受賞した。
2009-10シーズンも続けて最優秀若手選手賞を受賞し、史上初の2度の受賞となった。当時レアル・マドリードの幹部を務めていたジネディーヌ・ジダンは「アザールは未来のクラック。優れた選手で、さらに良くなっていくはずだ。目をつむってでも、マドリーに連れていきたいね」と絶賛した。
2010-11シーズンは開幕当初は調子が上がらず2ヶ月間スタメンから外れ、ベルギー代表のジョルジュ・レーケンス監督から公然と批判された。しかし、最終的には自身最多となる8得点を記録。リールの2冠に貢献し、リーグMVPに選出された。

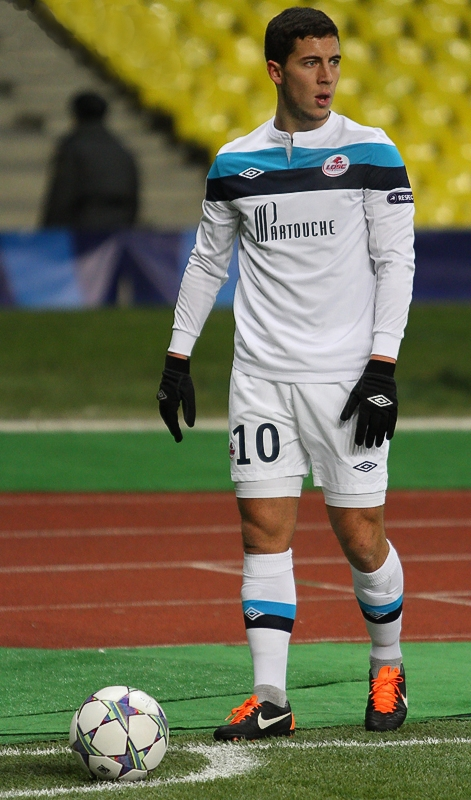
リールでプレイするアザール（2011年）

2011-12シーズンからは背番号10番を背負い、リーグ戦38試合20得点18アシストで、リーグ3位の得点・リーグ首位のアシストを記録した。2年連続でリーグMVPに選出された。また、2011年にはヨーロッパでプレーする最優秀若手サッカー選手に贈られるブラヴォー賞にも選ばれた。

### チェルシーFC
2012年6月4日、マンチェスター・ユナイテッドや、マンチェスター・シティ、トッテナム・ホットスパーといったプレミアリーグの様々なビッグクラブへの移籍が噂される中、アザールはSNSで「欧州チャンピオンズリーグ王者と契約する」と明かし、ユースの頃からスカウト陣が追い続けていたとされるチェルシーFCへの入団が決定した。移籍金は3200万ポンド (約39億円) で5年契約。背番号は17番。
2012年8月19日に開幕戦となったウィガン・アスレティックFC戦でリーグデビューすると、当たりの激しいプレミアリーグにもすぐに適応する順応さをみせ、開幕から3試合連続でマン・オブ・ザ・マッチに選出された。チェルシーでの初タイトルとなるUEFAヨーロッパリーグ決勝は怪我のため出場できなかったが、2013年はプレミアリーグ一年目ながらPFA年間ベストイレブンに選出される活躍を見せた。
2013-14シーズンはクラブとしては2007-08シーズンぶりの無冠となったが、2014年は個人として2年連続となるPFA年間ベストイレブンと共にPFA年間最優秀若手選手賞も獲得した。
2014年2月8日ニューカッスル戦においてチェルシー移籍後初のハットトリックを達成した。
2014-15シーズンからはフアン・マタの移籍により背番号を10番に変更している。この年も開幕戦から中盤のレギュラーとして活躍をみせ、リーグ戦37試合に出場し14得点8アシストを記録。クラブの5年ぶりのリーグ優勝に貢献しバークレイズプレミアリーグ年間最優秀選手賞、PFA年間最優秀選手賞、FWA年間最優秀選手賞と3冠の個人賞を獲得しタイトルを総なめにした。

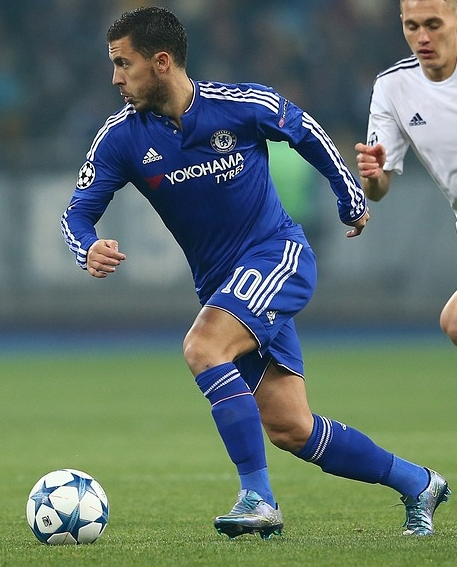
チェルシーでのアザール（2015年）

2015-16シーズンは開幕から長らく得点から遠ざかっていたが、1月31日のMKドンズ戦で自身がファールを受けて得たPKを決め、初得点を記録した。4月23日に行われたAFCボーンマス戦では、同シーズンのリーグ戦（プレミアリーグ）初得点を含む2得点を記録した。5月2日に行われたトッテナム・ホットスパー戦では83分に2試合連続のゴールとなる同点ゴールを決める。試合は同点のまま終了しトッテナムの優勝を阻止する形となった。2015-16シーズンは最終的に僅か4ゴールに止まり、プレミアリーグでも1995-96シーズン以来となる二桁順位に終わった。
2016年8月15日に行われた2016-17シーズンのリーグ開幕戦ウェストハム・ユナイテッドFC戦や8月27日のバーンリーFC戦でマン・オブ・ザ・マッチに選ばれ、同月のプレミアリーグ月間最優秀選手ではTwitterでの調査で41%の票を集めたが、同選手にはラヒーム・スターリングが選ばれた。2017年2月3日、アーセナルFC戦ではカウンターから1人でゴールを決めて話題となった。2016-17シーズンは16ゴールを決め、チェルシー在籍5年で4度目となるPFAベストイレブンに選出されたほか、UEFAチーム・オブ・ザ・イヤーにも選ばれた。

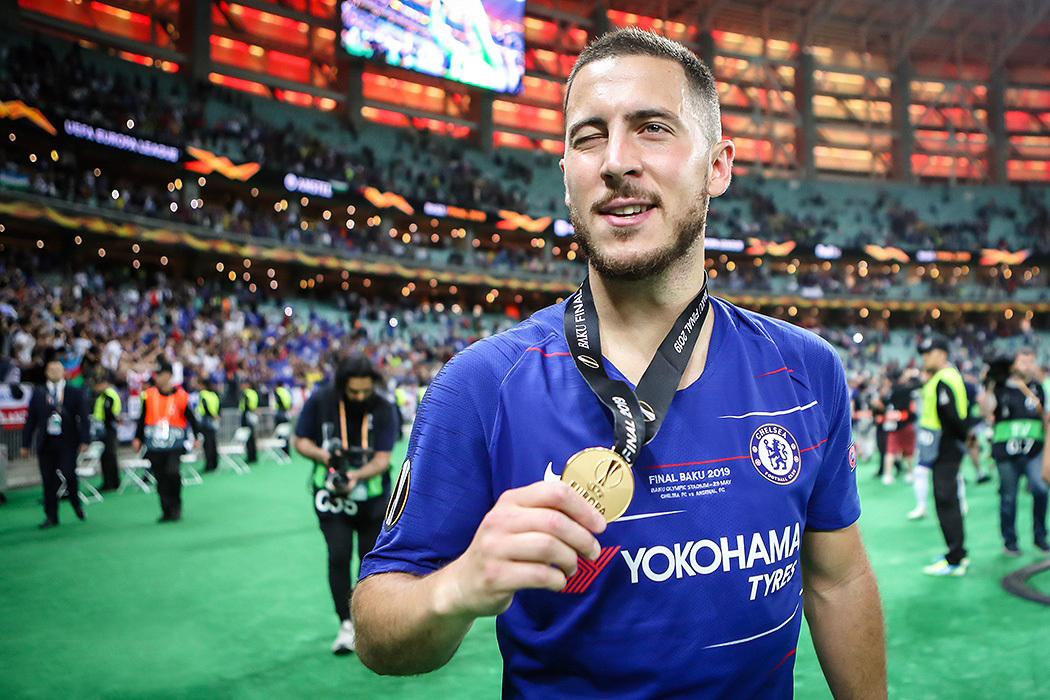
UEFAヨーロッパリーグの優勝メダルを首にかけるアザール（2019年）

2018年9月16日、第5節のカーディフ・シティFC戦ではチェルシーにおいて2度目のハットトリックを決めて開幕5連勝に貢献した。リーグ第15節では、それまで無敗だったマンチェスター・シティを相手に3トップの中央で偽9番としてプレーし、2-0での勝利に貢献。マウリツィオ・サッリから称賛を受けた。第19節ワトフォード戦では2得点で勝利に貢献、なおこの試合の1点目でチェルシーでの通算100ゴールを達成したことになった。試合後、「この素晴らしいクラブでの100点目と101点目は、決して忘れない。でも、ファンも自分もスタッフも他の選手も、全員がこれ以上のものを求めている。このクラブのためにもっとゴールを決めたいし、ランパード氏やテリー氏、ドログバ氏のようなレジェンドになりたい」と語った。UEFAヨーロッパリーグでは決勝のアーセナル戦で2ゴール1アシストと4-1での勝利をもたらし、マン・オブ・ザ・マッチに選ばれた。また、同大会の最優秀選手にも選出された。シーズン終了時には、リーグ戦で16ゴール15アシストを挙げ、歴代最多4度目となるチェルシーのクラブ年間最優秀選手賞を受賞した。16ゴールはチーム最多、15アシストはリーグ最多でプレミアリーグプレイメイカー賞にも輝いた。また欧州5大リーグのドリブル突破回数においてソフィアン・ブファル（144回）、アラン・サン＝マクシマン（143回）に次ぐ138回を記録し、ドリブル突破成功率は61.61%で欧州5大リーグトップだった。
アザールはチェルシーで7年間在籍し、公式戦通算352試合出場110ゴール92アシストという成績を残した。

### レアル・マドリード
2019年6月7日、レアル・マドリードへの移籍が発表された。契約期間は5年となり、移籍金は公表されていないがスペイン紙マルカからは1億ユーロと2000万ユーロのボーナスと報道された。デイリー・ミラーチーフ・サッカーライターのジョン・クロスはスカイスポーツにて、プレミアリーグにとって2009年のクリスティアーノ・ロナウド以来最大の損失と語った。

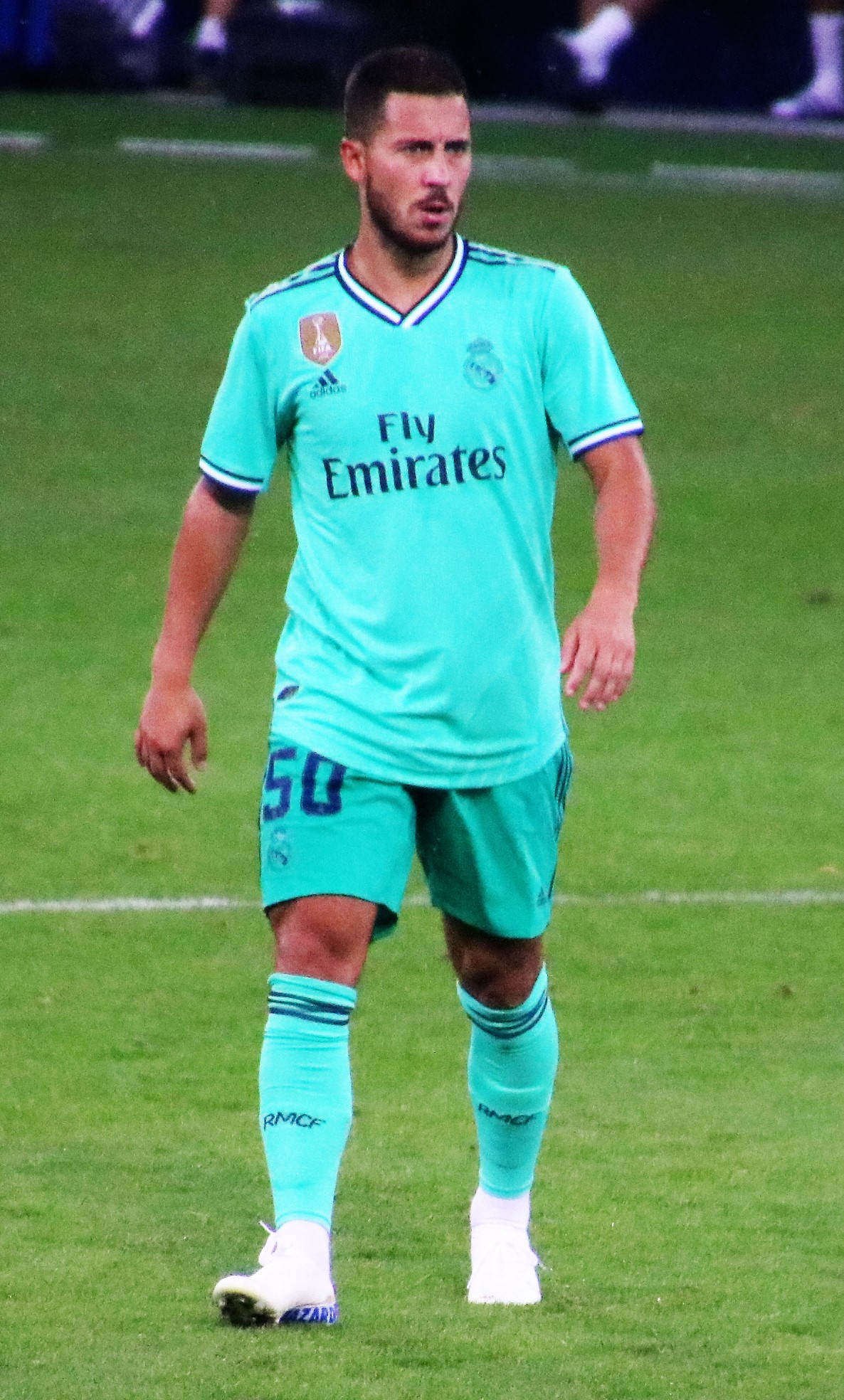
ザルツブルクとのプレシーズンマッチで50番を着用するアザール（2019年）

ベルギー代表とチェルシーでは、背番号10番を付けていたが、レアル・マドリードでは既にルカ・モドリッチが10番を着用しており、入団会見にて背番号が入っていないユニフォームを披露し「マテオ・コヴァチッチを介してモドリッチと話をした際、冗談めかして10番を譲ってもらえるかと頼んだが断られた」と話したことでアザールの背番号に注目が集まり、放出候補と言われたマリアーノ・ディアスの7番や同じくガレス・ベイルが着用している11番、あるいはアザールはバスケットボールのファンであるためマイケル・ジョーダンやレブロン・ジェームズの番号である23番など様々な憶測が流れた。7月20日にアメリカ・ヒューストンのNRGスタジアムで行われたインターナショナル・チャンピオンズ・カップのバイエルン・ミュンヘン戦では、当日がアポロ11号の月面着陸からちょうど50年目の記念日であったことに伴い背番号50を着用してプレーした。8月9日、レアル・マドリードの公式サイトにおいて、7番を着用することが発表された。
開幕戦前日の8月16日、トレーニング中に左足大腿直筋を負傷し、約1ヶ月離脱した。9月14日の第4節レバンテ戦で後半途中から出場しデビューを果たした。10月5日、第8節のグラナダ戦で移籍後初ゴールを決めた。11月27日、チャンピオンズリーグのパリ・サンジェルマン戦で負傷した。試合後のインタビューでジネディーヌ・ジダン監督は「ひどい捻挫」と語った。その翌日、マドリーの医療チームは、右足首外側の打撲であり、10日間の休養にとどまるだろうと示唆した。 しかし1週間後、医療チームによるさらなる検査の結果、右足首の外部不全断裂を負っていることが判明し、復帰の時期は未定となった。 最終的に、約1ヶ月半の離脱をし、バルセロナとのエル・クラシコ、アトレティコ・マドリードとのマドリード・ダービー、ジッダでのスーペルコパ・デ・エスパーニャ、準々決勝で敗れたコパ・デル・レイの全試合など16試合を欠場し、2月16日、セルタ・デ・ビーゴ戦で復帰した。エリア内でセルタのGKルベン・ブランコのファウルを受けてPKを獲得し、これをセルヒオ・ラモスが決めて2-1で勝利した。その6日後、レバンテ戦で、足首に右足腓骨の亀裂骨折を負い、後半にピッチから退いた。 この負傷により、チャンピオンズリーグ・ベスト16第1戦のマンチェスター・シティ戦とリーグ戦2度目のエル・クラシコを欠場することになった。3月初旬、ダラスで足首の手術を受け、3カ月の離脱が見込まれ、シーズン中の復帰は絶望的と言われた。しかし、新型コロナウイルスの流行による3ヶ月の中断を経て6月にリーグが再開すると復帰可能となり、6月14日、再開後初のリーグ戦、エイバル戦で出場し、セルヒオ・ラモスのゴールをアシストした。しかしシーズン再開後もチームの戦力になりきれず、リーガ終了後にはフランス・アンフォのインタビューに対して「個人的には疑いなくキャリアで最悪のシーズン」と語った。シーズン終了時にはリーグ戦16試合に出場した。
2020-21シーズンは、ベルギー代表に招集されていたこともあり、最初の9月20日と26日の2試合はベンチ外となり、9月30日には右足の筋肉を負傷した。約1ヶ月離脱し、シーズン最初のエル・クラシコを含む5試合欠場した。10月28日のチャンピオンズリーグのボルシアMG戦でシーズン初出場を果たした。10月31日、ウエスカ戦でリーグ戦シーズン初出場で初ゴールを決めるも、その6日後に、新型コロナウイルスの陽性反応を受け離脱する。11月19日に陰性反応を受けて復帰する。11月29日、アラベス戦で右足大腿直筋を負傷し、1ヶ月半離脱し、セビージャ戦とマドリード・ダービーを含む6試合を欠場し、12月23日のグラナダ戦で復帰する。2021年1月23日、アラベス戦でリーグ戦2ゴール目とカリム・ベンゼマへのアシスト記録し、 「まるで最高潮の彼が戻って来たかのようだった」と称賛される。7日後の1月30日、レバンテ戦で左足大腿直筋を負傷し、マドリー加入後10度目の負傷となる。約1ヶ月半の離脱をし、3月13日のエルチェ戦で復帰するも、わずか15分間のプレーで右足腸腰筋を負傷し、ピッチを退いた。シーズン2度目のマドリード・ダービーとチャンピオンズリーグのアタランタとの第2戦、リヴァプールとの準々決勝2試合を含む8試合欠場した。4月24日のベティス戦で復帰し、チャンピオンズリーグの古巣チェルシーとの準決勝第2戦では89分までプレーするも、0-2で敗れる。試合後、チェルシーの選手と笑顔で談笑する様子がテレビで流れると、「クラブやチームメートへの敬意を欠いている」「アザールはチェルシーのためにプレーした」などとファンから批判を浴び、アス紙は「最近のマドリーの傷口に振りかける塩の鍋のようなものだ」と報じた。2023年1月3日、コパ・デル・レイのカセレーニョ戦で出場したが、4部相手に苦戦し、活躍できず、自身の体型も批判された。
その後もほとんど出場機会の得られない日々が続き、また出場しても目立った活躍を残すことはできず、2023年6月3日、レアル・マドリードとの契約解消に合意し、同月30日付で退団することが発表された。レアル・マドリードでの通算成績は76試合7ゴール12アシストだった。
2023年10月10日、現役引退を表明した。

## 代表経歴

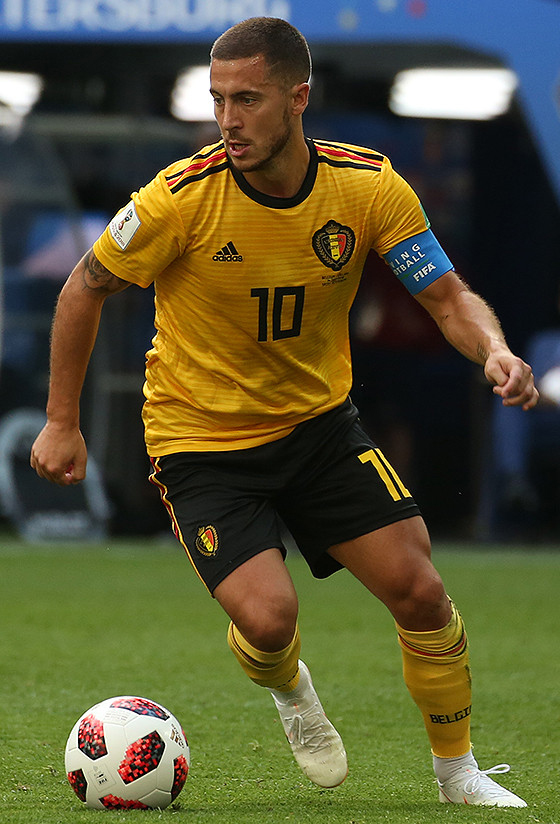
キャプテンマークを巻いてプレーするアザール（2018年）

UEFA U-17選手権2007では大会ベスト4となり同国開催のワールドカップの出場権を獲得。本大会ではグループリーグ敗退の成績で大会を終えた。
2008年11月19日のルクセンブルクとの親善試合でヴェスレイ・ソンクと交代で出場し、ベルギー代表として初出場。
2011年10月7日のUEFA EURO 2012予選のカザフスタン戦で代表初得点を挙げた。
UEFA EURO 2016グループステージ第3戦のスウェーデン戦ではマン・オブ・ザ・マッチに選ばれた。決勝トーナメント1回戦のハンガリー戦でも1ゴール1アシストを記録しマン・オブ・ザ・マッチに選ばれた。
弟のトルガン・アザールと2016年11月9日のオランダとの親善試合に共に出場し、キャリア初の共演を果たした。
2018 FIFAワールドカップではグループリーグのチュニジア戦で2ゴール、3位決定戦のイングランド戦でもダメ押しのゴールを決め、ベルギーのワールドカップ3位に貢献。同大会最多タイとなる3試合でマン・オブ・ザ・マッチに選ばれ、大会のシルバーボールにも選ばれた。
UEFA EURO2020予選のキプロス戦で代表100試合出場を達成、アザールはその試合で先制点を奪った。
2022 FIFAワールドカップでは引き続きキャプテンとして出場したが、ベルギー代表はグループステージで敗退した。12月7日に代表からの引退を発表した。

## 評価・プレースタイル
緩急のついたドリブルで相手を翻弄する世界屈指のドリブラー。
同じラ・ルヴィエール出身でありアザールがAFCテュビズユースに所属している時にトップチームの監督も務めていたエンツォ・シーフォとはデビュー当初から比較された。
ジョゼ・モウリーニョはアザールについて「イングランドの中でも最高の選手だ。」「世界最高の選手になれる」 と語っており、クリスティアーノ・ロナウド、リオネル・メッシとともにトップ3の一角を占める選手だと評価している。ジネディーヌ・ジダンは「彼がフィールドで披露する全てのことが好きだ。彼の振る舞い、試合を決める力、そして毎年のように成長していく様を見ているのが本当に好き」と語っている。
フランク・ランパードはジャンフランコ・ゾラを思い起こさせる存在であると語り、「彼はチェルシーに魔法をかけるんだ。もしエデン・アザールが試合に入り込めば、まるで（リオネル・）メッシや（クリスティアーノ・）ロナウドかのようにプレイする。彼は確実にそのレベルにいるよ」と述べている。

## 人物・エピソード
- 2012年時点で胸に日本語でジャンニスと息子の名前のタトゥーを入れている[72]。
- 2013年1月23日に行われたフットボールリーグカップのスウォンジー・シティAFC戦で遅延行為を行なったボールボーイを蹴り退場処分を受け、3試合の出場停止になった[73]。
- 幼少期に柔道をやっていた経験がある。プレミアリーグでプレーするにあたりその経験が生きている旨を述べている[74]。
- 2017年5月、ESPNは世界で最も有名なアスリート100人を発表し、78位に選出された。サッカー選手としては29位[75]。
- レアル・マドリードのファンである事を公言している。また、同じフランス語を母語とするジネディーヌ・ジダンが憧れの存在であったと明かしている[76]。
- ベルギー代表を引退した時からすでに現役引退を考えていた。レアル・マドリードで苦しい時を過ごし、ピッチに立つことも練習を楽しむこともできなくなっていた[77]。

## 個人成績

### クラブ
2022年10月25日現在
| クラブ             | シーズン | リーグ              | リーグ | リーグ | カップ | カップ | リーグカップ | リーグカップ | 国際大会 | 国際大会 | その他 | その他 | 通算 | 通算 |
| クラブ             | シーズン | ディビジョン        | 出場   | 得点   | 出場   | 得点   | 出場         | 得点         | 出場     | 得点     | 出場   | 得点   | 出場 | 得点 |
| ------------------ | -------- | ------------------- | ------ | ------ | ------ | ------ | ------------ | ------------ | -------- | -------- | ------ | ------ | ---- | ---- |
| リール B           | 2007-08  | フランス全国選手権2 | 11     | 1      | —      | —      | —            | —            | —        | —        | —      | —      | 11   | 1    |
| リール B           | 2008-09  | フランス全国選手権2 | 2      | 0      | —      | —      | —            | —            | —        | —        | —      | —      | 2    | 0    |
| リール B           | 通算     | 通算                | 13     | 1      | —      | —      | —            | —            | —        | —        | —      | —      | 13   | 1    |
| リール             | 2007-08  | リーグ・アン        | 4      | 0      | 0      | 0      | 0            | 0            | —        | —        | 0      | 0      | 4    | 0    |
| リール             | 2008-09  | リーグ・アン        | 30     | 4      | 4      | 2      | 1            | 0            | —        | —        | 0      | 0      | 35   | 6    |
| リール             | 2009-10  | リーグ・アン        | 37     | 5      | 1      | 0      | 2            | 1            | 12       | 4        | 0      | 0      | 52   | 10   |
| リール             | 2010-11  | リーグ・アン        | 38     | 7      | 5      | 3      | 2            | 2            | 9        | 0        | 0      | 0      | 54   | 12   |
| リール             | 2011-12  | リーグ・アン        | 38     | 20     | 3      | 1      | 1            | 0            | 6        | 0        | 1      | 1      | 49   | 22   |
| リール             | 通算     | 通算                | 147    | 36     | 13     | 6      | 6            | 3            | 27       | 4        | 1      | 1      | 194  | 50   |
| チェルシー         | 2012-13  | プレミアリーグ      | 34     | 9      | 6      | 1      | 5            | 2            | 13       | 1        | 4      | 0      | 62   | 13   |
| チェルシー         | 2013-14  | プレミアリーグ      | 35     | 14     | 3      | 0      | 1            | 0            | 9        | 2        | 1      | 1      | 49   | 17   |
| チェルシー         | 2014-15  | プレミアリーグ      | 38     | 14     | 1      | 0      | 6            | 2            | 7        | 3        | 0      | 0      | 52   | 19   |
| チェルシー         | 2015-16  | プレミアリーグ      | 31     | 4      | 2      | 2      | 1            | 0            | 8        | 0        | 1      | 0      | 43   | 6    |
| チェルシー         | 2016-17  | プレミアリーグ      | 36     | 16     | 4      | 1      | 3            | 0            | —        | —        | 0      | 0      | 43   | 17   |
| チェルシー         | 2017-18  | プレミアリーグ      | 34     | 12     | 5      | 1      | 4            | 1            | 8        | 3        | 0      | 0      | 51   | 17   |
| チェルシー         | 2018-19  | プレミアリーグ      | 37     | 16     | 2      | 0      | 5            | 3            | 8        | 2        | 0      | 0      | 52   | 21   |
| チェルシー         | 通算     | 通算                | 245    | 85     | 23     | 5      | 25           | 8            | 53       | 11       | 6      | 1      | 352  | 110  |
| レアル・マドリード | 2019-20  | ラ・リーガ          | 16     | 1      | 0      | 0      | —            | —            | 6        | 0        | 0      | 0      | 22   | 1    |
| レアル・マドリード | 2020-21  | ラ・リーガ          | 14     | 3      | 1      | 0      | —            | —            | 5        | 1        | 1      | 0      | 21   | 4    |
| レアル・マドリード | 2021-22  | ラ・リーガ          | 18     | 0      | 2      | 1      | —            | —            | 3        | 0        | 0      | 0      | 23   | 1    |
| レアル・マドリード | 2022-23  | ラ・リーガ          | 6      | 0      | 1      | 0      | —            | —            | 3        | 1        | 0      | 0      | 10   | 1    |
| レアル・マドリード | 通算     | 通算                | 54     | 4      | 4      | 1      | —            | —            | 17       | 2        | 1      | 0      | 76   | 7    |
| 総通算             | 総通算   | 総通算              | 459    | 126    | 40     | 12     | 31           | 11           | 97       | 17       | 8      | 2      | 635  | 168  |

### 代表数
- 国際Aマッチ 126試合 33得点（2008年-2022年）[78]

| ベルギー代表 | 国際Aマッチ | 国際Aマッチ |
| 年           | 出場        | 得点        |
| ------------ | ----------- | ----------- |
| 2008         | 1           | 0           |
| 2009         | 9           | 0           |
| 2010         | 7           | 0           |
| 2011         | 8           | 1           |
| 2012         | 8           | 1           |
| 2013         | 9           | 3           |
| 2014         | 12          | 1           |
| 2015         | 9           | 6           |
| 2016         | 14          | 5           |
| 2017         | 5           | 4           |
| 2018         | 16          | 6           |
| 2019         | 8           | 5           |
| 2021         | 10          | 1           |
| 2022         | 10          | 0           |
| 通算         | 126         | 33          |

### 得点
| #   | 開催年月日     | 開催地                                       | 対戦国                   | スコア | 結果 | 試合概要                      |
| --- | -------------- | -------------------------------------------- | ------------------------ | ------ | ---- | ----------------------------- |
| 1.  | 2011年10月7日  | ブリュッセル、ボードゥアン国王競技場         | カザフスタン             | 2-0    | 4-1  | UEFA EURO 2012予選            |
| 2.  | 2012年5月25日  | ブリュッセル、ボードゥアン国王競技場         | モンテネグロ             | 2-1    | 2-2  | 親善試合                      |
| 3.  | 2013年2月6日   | ブルッヘ、ヤン・ブレイデルスタディオン       | スロバキア               | 1-0    | 2-1  | 親善試合                      |
| 4.  | 2013年3月22日  | スコピエ、ピリッポス2世アレナ                | 北マケドニア             | 2-0    | 2 -0 | ブラジルW杯・予選             |
| 5.  | 2013年3月26日  | ブリュッセル、ボードゥアン国王競技場         | 北マケドニア             | 1-0    | 1-0  | ブラジルW杯・予選             |
| 6.  | 2014年6月1日   | ソルナ、フレンズ・アレーナ                   | スウェーデン             | 2-0    | 2-0  | 親善試合                      |
| 7.  | 2015年3月28日  | ブリュッセル、ボードゥアン国王競技場         | キプロス                 | 4-0    | 5-0  | UEFA EURO 2016予選            |
| 8.  | 2015年6月6日   | サン＝ドニ、スタッド・ド・フランス           | フランス                 | 4-1    | 4-3  | 親善試合                      |
| 9.  | 2015年9月3日   | ブリュッセル、ボードゥアン国王競技場         | ボスニア・ヘルツェゴビナ | 3-1    | 3-1  | UEFA EURO 2016予選            |
| 10. | 2015年9月6日   | ニコシア、GSPスタジアム                      | キプロス                 | 1-0    | 1-0  | UEFA EURO 2016予選            |
| 11. | 2015年10月10日 | アンドラ・ラ・ベリャ、エスタディ・ナシオナル | アンドラ                 | 3-1    | 4-1  | UEFA EURO 2016予選            |
| 12. | 2015年10月13日 | ブリュッセル、ボードゥアン国王競技場         | イスラエル               | 3-0    | 3-1  | UEFA EURO 2016予選            |
| 13. | 2016年6月5日   | ブリュッセル、ボードゥアン国王競技場         | ノルウェー               | 2-2    | 3-2  | 親善試合                      |
| 14. | 2016年6月26日  | トゥールーズ、スタジアム・ミュニシパル       | ハンガリー               | 3-0    | 4-0  | UEFA EURO 2016                |
| 15. | 2016年10月7日  | ブリュッセル、ボードゥアン国王競技場         | ボスニア・ヘルツェゴビナ | 2-0    | 4-0  | ロシアW杯・予選               |
| 16. | 2016年10月10日 | ファロ、エスタディオ・アルガルヴェ           | ジブラルタル             | 6-0    | 6-0  | ロシアW杯・予選               |
| 17. | 2016年11月13日 | ブリュッセル、ボードゥアン国王競技場         | エストニア               | 3-0    | 8-1  | ロシアW杯・予選               |
| 18. | 2017年8月31日  | リエージュ、スタッド・モーリス・デュフラン   | ジブラルタル             | 6-0    | 9-0  | ロシアW杯・予選               |
| 19. | 2017年10月10日 | ブリュッセル、ボードゥアン国王競技場         | キプロス                 | 1-0    | 4-0  | ロシアW杯・予選               |
| 20. | 2017年10月10日 | ブリュッセル、ボードゥアン国王競技場         | キプロス                 | 3-0    | 4-0  | ロシアW杯・予選               |
| 21. | 2017年11月10日 | ブリュッセル、ボードゥアン国王競技場         | メキシコ                 | 1-0    | 3-3  | 親善試合                      |
| 22. | 2018年6月7日   | ブリュッセル、ボードゥアン国王競技場         | エジプト                 | 2-0    | 3-0  | 親善試合                      |
| 23. | 2018年6月23日  | モスクワ、スパルタク・スタジアム             | チュニジア               | 1-0    | 5-2  | ロシアW杯                     |
| 24. | 2018年6月23日  | モスクワ、スパルタク・スタジアム             | チュニジア               | 4-1    | 5-2  | ロシアW杯                     |
| 25. | 2018年7月14日  | サンクトペテルブルク、ガスプロム・アリーナ   | イングランド             | 2-0    | 2-0  | ロシアW杯                     |
| 26. | 2018年9月8日   | グラスゴー、ハムデン・パーク                 | スコットランド           | 2-0    | 4-0  | 親善試合                      |
| 27. | 2018年9月11日  | レイキャヴィーク、ラウガルタルスヴェルル     | アイスランド             | 1-0    | 3-0  | UEFAネーションズリーグ2018-19 |
| 28. | 2019年3月22日  | ブリュッセル、ボードゥアン国王競技場         | ロシア                   | 2-1    | 3-1  | UEFA EURO 2020予選            |
| 29. | 2019年3月22日  | ブリュッセル、ボードゥアン国王競技場         | ロシア                   | 3-1    | 3-1  | UEFA EURO 2020予選            |
| 30. | 2019年3月25日  | ニコシア、GSPスタジアム                      | キプロス                 | 1-0    | 2-0  | UEFA EURO 2020予選            |
| 31. | 2019年11月16日 | サンクトペテルブルク、ガスプロム・アリーナ   | ロシア                   | 2-0    | 4-1  | UEFA EURO 2020予選            |
| 32. | 2019年11月16日 | サンクトペテルブルク、ガスプロム・アリーナ   | ロシア                   | 3-0    | 4-1  | UEFA EURO 2020予選            |
| 33. | 2021年9月5日   | ブリュッセル、ボードゥアン国王競技場         | チェコ                   | 2-0    | 3-0  | カタールW杯・予選             |

## タイトル

### クラブ
リール
- リーグ・アン：1回 (2010-11)
- クープ・ドゥ・フランス：1回 (2010-11)

チェルシーFC
- プレミアリーグ：2回 (2014-15, 2016-17)
- FAカップ：1回 (2017-18)
- フットボールリーグカップ：1回 (2014-15)
- UEFAヨーロッパリーグ：2回 (2012-13, 2018-19）

レアル・マドリード
- プリメーラ・ディビシオン：2回 (2019-20, 2021-22)
- コパ・デル・レイ：1回（2022-23）
- スーペルコパ・デ・エスパーニャ：1回（2019）
- UEFAチャンピオンズリーグ：1回（2021-22）
- UEFAスーパーカップ：1回（2022）

### 代表
- 2014年 - 2014 FIFAワールドカップ (ベスト8)
- 2016年 - UEFA EURO 2016（ベスト8）
- 2018年 - 2018 FIFAワールドカップ（3位）
- 2018年 - UEFAネーションズリーグ2018-19
- 2021年 - UEFA EURO 2020（ベスト8）
- 2021年 - UEFAネーションズリーグ2020-21 (4位)
- 2022年 - 2022 FIFAワールドカップ（グループリーグ敗退）

### 個人
- リーグ・アン年間最優秀若手選手賞：2回 (2008-09, 2009-10)
- リーグ・アンベストイレブン：2回 (2009-10, 2010-11)
- リーグ・アン年間最優秀選手賞：2回 (2010-11, 2011-12)
- ブラヴォー賞：1回 (2011)
- PFA年間ベストイレブン：4回 (2012-13, 2013-14, 2014-15, 2016-17)
- PFA年間最優秀若手選手賞：1回 (2013-14)
- チェルシー年間最優秀選手賞：4回 (2013-14, 2014-15, 2016-17, 2018-19)
- PFA年間最優秀選手賞：1回 (2014-15)
- FWA年間最優秀選手賞：1回 (2014-15)
- プレミアリーグ最優秀選手賞：1回 (2014-15)
- UEFAチーム・オブ・ザ・イヤー：2回（2017, 2018）
- FIFAワールドカップ・ベストイレブン：1回（2017）
- FIFA/FIFProワールドイレブン：1回（2018）
- プレミアリーグ月間最優秀選手:2回      (2016年 10月・2018年 9月)
- UEFAヨーロッパリーグ最優秀選手賞：1回 (2018-19)
- プレミアリーグ・プレイメイカー・アワード（アシスト王）：1回（2018-19,15アシスト）